# Dolichopus minuta
Dolichopus minuta är en tvåvingeart som först beskrevs av Vanschuytbroeck 1951.  Dolichopus minuta ingår i släktet Dolichopus och familjen styltflugor. Inga underarter finns listade i Catalogue of Life.